# Bematistes pallescens
Bematistes pallescens är en fjärilsart som beskrevs av Gabriel 1934-1935. Bematistes pallescens ingår i släktet Bematistes och familjen praktfjärilar. Inga underarter finns listade i Catalogue of Life.